# World in Your Hands
World in Your Hands is een nummer van de Duitse danceact Culture Beat uit 1994. Het is de vierde single van hun tweede studioalbum Serenity.
"World in Your Hands" klinkt anders dan andere nummers van Culture Beat; het neigt namelijk meer naar de hiphop en electropop dan naar de voor Culture Beat gebruikelijke eurodance. Het nummer bereikte de 18e positie in thuisland Duitsland. Ook in het Nederlandse taalgebied was het succes bescheiden; met een 10e positie in de Nederlandse Top 40 en een 29e positie in de Vlaamse Radio 2 Top 30.